# عملية خط القوس
عملية خط القوس هي سلسلة من التجارب النووية في الولايات المتحدة كانت عبارة عن 47 تجربة نووية أجريت بين عامي 1968-1969. سبقت هذه الاختبارات سلسلة عملية تعادل الصليب وتلتها سلسلة عملية عمود دوران المخرطة.